# Andreas Schmidt-Colinet
Andreas Schmidt-Colinet (* 25. Juli 1945 in Gronau (Leine)) ist ein deutscher Klassischer Archäologe.
Andreas Schmidt-Colinet studierte von 1967 bis 1974 Klassische Archäologie, Ur- und Frühgeschichte sowie Alte Geschichte. 1974 promovierte er in Köln im Fach Klassische Archäologie bei Heinz Kähler über Antike Stützfiguren. Von 1975 bis 1980 war Schmidt-Colinet als Assistent an der Universität Frankfurt tätig. 1975/76 hatte er das Reisestipendium des Deutschen Archäologischen Instituts. Von 1980 bis 1984 war er wissenschaftlicher Referent bei der Abteilung des Deutschen Archäologischen Instituts in Damaskus. Ab 1981 übernahm er die Leitung des Palmyraprojekts. Von 1984 bis 1992 arbeitete er als Oberassistent an der Universität Bern. Im Jahr 1990 erfolgte die Habilitation mit dem Beitrag Studien zur Palmyrenischen Grabarchitektur und ihrer Ausstattung. In den Jahren 1992 bis 1996 hatte Schmidt-Colinet Gastprofessuren in Wien, Paris, Besançon, Warschau, Mainz und Neuchâtel inne. Von 2000 bis 2010 lehrte er in Nachfolge von Friedrich Krinzinger als Professor für Klassische Archäologie an der Universität Wien. Sein Nachfolger wurde im September 2011 Günther Schörner.
Zu Schmidt-Colinets Forschungsschwerpunkten zählen die hellenistisch-römische Kunst und Architektur im Vorderen Orient, die Nabatäische Felsarchitektur und die Grabungen und Forschungen in Palmyra. Er ist Mitglied im Deutschen Archäologen-Verband (seit 1974), der Mommsen-Gesellschaft  (seit 1990), korrespondierendes Mitglied des Deutschen Archäologischen Instituts (seit 1993) und korrespondierendes Mitglied des Österreichischen Archäologischen Instituts (seit 1998).

## Schriften
Monografien
- mit Ulrike Hess: Das Nymphäum von Apamea in Syrien (= Fouilles d'Apamée de Syrie. Bd. 4). Académie Royale de Belgique, Brüssel 2016, ISBN 978-2-803-10442-0.
- mit Georg A. Plattner: Antike Architektur und Bauornamentik. Grundformen und Grundbegriffe (= UTB. Bd. 8288). WUV, Wien 2004, ISBN 3-8252-8288-0.
- mit Annemarie Stauffer und Khaled al-Asʿad: Die Textilien aus Palmyra. Neue und alte Funde (= Damaszener Forschungen. Bd. 8). von Zabern, Mainz 2000, ISBN 3-8053-2592-4.
- Das Tempelgrab Nr. 36 in Palmyra. Studien zur Palmyrenischen Grabarchitektur und ihrer Ausstattung (= Damaszener Forschungen. Bd. 4). 2 Bände. von Zabern, Mainz 1990, ISBN 3-8053-1313-6 (Zugleich: Bern, Universität, Habilitations-Schrift, 1990).
- Antike Stützfiguren. Untersuchungen zu Typus und Bedeutung der menschengestaltigen Architekturstütze in der griechischen und römischen Kunst. Wasmuth, Berlin 1977, (Zugleich: Köln, Universität, Dissertation, 1974/1975).

Herausgeberschaften
- Palmyra. Kulturbegegnung im Grenzbereich (= Zaberns Bildbände zur Archäologie. Bd. 27). von Zabern, Mainz 1995, ISBN 3-8053-1779-4 (3., erweiterte und veränderte Auflage. ebenda 2005, ISBN 3-8053-3557-1).
- Lokale Identitäten in Randgebieten des Römischen Reiches. Akten des internationalen Symposiums in Wiener Neustadt, 24.–26. April 2003 (= Wiener Forschungen zur Archäologie. Bd. 7). Phoibos-Verlag, Wien 2004, ISBN 3-901232-54-0.